# STRIMA II

EFRE Logo

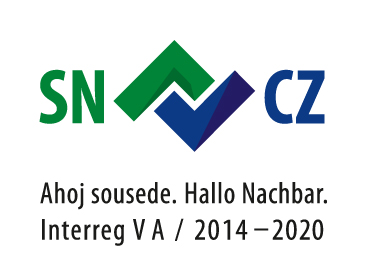
Logo von Interreg VA

STRIMA II (Sächsisch-Tschechisches Hochwasserrisikomanagement II) ist ein Projekt des Kooperationsprogramms zur Förderung der grenzübergreifenden Zusammenarbeit zwischen dem Freistaat Sachsen und der Tschechischen Republik 2014–2020 des Europäischen Fonds für regionale Entwicklung (EFRE) der Europäischen Union. Projektlaufzeit ist von Juli 2017 bis Juni 2020. Es steht in der Nachfolge von STRIMA.

## Projektaktivitäten und Arbeitspakete (AP)

### AP1: Minderung von Hochwasserschäden an Wohngebäuden
Es sollen methodische Grundlagen für die Minderung von Hochwasserschäden an Gebäuden erarbeitet werden, um diese dann in konkrete Maßnahmen zur Schadensminderung umzusetzen. Ein Katalog zur Schadensminderung an Wohngebäuden soll als Handlungsempfehlung erarbeitet werden.
Ein Webbasiertes Informationssystem in deutscher und tschechischer Sprache soll Interessierten und Betroffenen dazu dienen sich mit dem Thema Hochwasserschäden an Wohngebäuden vertraut zu machen.
Die Wirkungsanalyse potentieller Bauvorsorgemaßnahmen auf räumlicher Ebene soll in zwei Pilotgebieten (DE/CZ) durchgeführt werden.

### AP2: Minderung von Hochwasserschäden an Umweltschutzgütern und Landnutzungen
Im Projekt STRIMA II sollen methodische Grundlagen für die Minderung von Hochwasserschäden an Umweltschutzgütern und Landnutzungen erarbeitet werden, um diese dann in konkrete Maßnahmen zur Schadensminderung umzusetzen. Hierbei müssen Methoden entwickelt werden um Schäden an Landnutzungen und Landwirtschaft zu analysieren. 
Im nächsten Schritt gilt es Maßnahmen zu systematisieren, mit dem Ziel die Hochwasserschäden an Umweltschutzgütern und Landnutzung zu vermindern. Diese Methodik wird ebenso an konkreten Flächen getestet und dokumentiert, um als Abschluss dieses Arbeitspaketes eine Handlungsempfehlung für Kommunen zu erarbeiten. In dieser soll der Umgang mit Hochwasserrisiken und Schäden beschrieben sowie kommunale Vorsorgestrategien dargestellt werden.

### AP3: Minderung von Hochwasserschäden an technischen Infrastrukturen
Ein methodischer Ansatz zur Typisierung relevanter Schadensbilder an Gewässern, ihren Bauwerken und der Verkehrsinfrastruktur soll entwickelt werden. Eine Abschätzung des Schadensverhaltens von Hochwasserereignissen auf die technischen Infrastrukturen und somit deren Verletzbarkeit soll erfolgen. Im Weiteren gilt es Maßnahmen zur Schadensminderung für ausgewählte Infrastrukturtypen in einem Maßnahmenkatalog zusammenzufassen. 
In Pilotanwendungen wird die Übertragbarkeit dieser Maßnahmen im sächsisch-tschechischen Grenzraum überprüft.

### AP4: Kommunikation des Hochwasserrisikos
Im Projekt STRIMA II soll die interdisziplinäre Veranstaltungsreihe des grenzüberschreitenden Hochwasserrisikomanagementforums fortgeführt werden. Dieses Forum bietet Experten, Praktikern, Interessensgruppen und den hochwassergefährdeten oder von Hochwasser betroffenen Kommunen eine Plattform zum Wissens- und Erfahrungsaustausch, um gemeinsam Probleme anzugehen und Lösungen zu finden. Auch im Rahmen von STRIMA II sind Veranstaltungen in Tschechien und Sachsen geplant, auf denen fachliche Schwerpunkte unter Berücksichtigung der regionalen Gegebenheiten thematisiert werden.
Das kommunale Hochwasserinformations- und Managementsystem INGE soll hinsichtlich der Schadensmodule und anderer Ergänzungen fortentwickelt und in die Praxis implementiert werden.
Die Erarbeitung von Grundlagen für die Entwicklung einer webbasierten, interaktiven Informations- und Kommunikationsplattform (APP) soll erfolgen, mit der sich Fachplaner, Eigentümer und Betroffene über potentielle, gebäudetypenspezifische Hochwasserschäden und deren Minderungspotentiale informieren können.

## Projektpartner
- Leadpartner (LP): Sächsisches Landesamt für Umwelt, Landwirtschaft und Geologie, Landeshochwasserzentrum
- Projektpartner (PP1): Agentura regionálního rozvoje spol. s r.o.
- Projektpartner (PP2): Leibniz-Institut für ökologische Raumentwicklung
- Projektpartner (PP3):  Jan-Evangelista-Purkyně-Universität Ústí nad Labem
- Projektpartner (PP4):  Tschechische Technische Universität Prag